# 元封 (漢)
元封（げんぽう）は、中国、前漢代の元号。武帝の第6元。
紀元前110年 - 紀元前105年。泰山で封禅の儀を行ったことを理由に改元した。

## 出来事
- 元年4月：武帝、泰山を封ず。
- 元年秋：斉王劉閎薨去。
- 元年：桑弘羊による平準法を施行。
- 2年秋：楊僕・荀彘を将として朝鮮に派兵。
- 3年夏：衛氏朝鮮を滅ぼし、楽浪郡・玄菟郡・臨屯郡・真番郡の漢四郡を設置。
- 3年7月：膠西王劉端薨去。
- 6年：劉細君が烏孫王昆莫に降嫁。

## 西暦との対照表
| 元封 | 元年    | 2年     | 3年     | 4年     | 5年     | 6年     |
| 西暦 | 前110年 | 前109年 | 前108年 | 前107年 | 前106年 | 前105年 |
| 干支 | 辛未    | 壬申    | 癸酉    | 甲戌    | 乙亥    | 丙子    |